# Doença de Galli-Galli
A doença de Galli-Galli é uma condição hereditária rara que tem grande semelhança clínica com a doença de Dowling-Degos, mas é histologicamente distinta, caracterizada por lesões cutâneas que são pápulas ligeiramente ceratóticas de 1 a 2 mm de coloração vermelha a marrom-escura, e que são focalmente confluentes em um padrão reticulado.:856 A doença também é caracterizada por hiperpigmentação reticulada lentamente progressiva e desfigurante das flexuras, que são clínica e histopatologicamente diagnósticos para a doença de Dowling-Degos, também associados à acantólise suprabasal não disceratótica.